# جیدال
علی غنی‌نژاد (زادهٔ ۲۰ بهمن ۱۳۷۰) که با نام جیدال شناخته می‌شود، خواننده و رپر اهل ایران ساکن تورنتو است. وی از اعضای گروه پایدار بود و فعالیت حرفه‌ای خود را در این گروه آغاز کرد و در سال ۱۴۰۲ از گروه پایدار جدا شد.

## زندگی هنری
وی در سال ۱۳۹۱ به گروه پایدار پیوست. اما پیوستن او کاملاً اتفاقی بود و هنگامی که پایدار آمادگی خود را برای گرفتن عضو جدید اعلام می‌کند، جیدال نیز تعدادی از آهنگ‌های پخش نشده خود را از طریق ایمیل ارسال کرده که درنهایت با استقبال عرفان روبرو شده و به عضویت رسمی این گروه در می‌آید.
از وی به عنوان پیشگامان سبک ترپ در ایران یاد می‌شود. وی در طول فعالیت خود، علاوه بر اعضای دیگر پایدار (عرفان، تهم، پایا و ایمانمون) با هنرمندان زیادی از قبیل مدگل، سامی بیگی، بهزاد لیتو، هیپ‌هاپولوژیست، نسیم، آرتا و کوروش وانتونز و … همکاری داشته است.
او خوانندگی را از دوران نوجوانی و در سن ۱۴ سالگی آغاز کرد. جیدال پس از انصراف از رشته سینما و تئاتر، مدتی در یک شرکت تبلیغاتی و پس از آن در رستوران و هتلی در فرانسه شروع به کار کرد. وی در سال ۱۳۸۸ آلبومی برای خود ضبط کرد و پس از آن تعدادی از آهنگ‌های آن را گلچین و به عنوان اولین کارهایش منتشر کرد.
وی مستعدان زیادی شامل زخمی، پارسا سیمپسون، لوکی و مدگل و… را تاکنون به این سبک معرفی کرده است.
آلبوم بنفش از آثار و تنظیم مدگل و همکاری جی دال و اولین آلبوم استودیویی رپ فارسی است که به دست یک خواننده زن ایرانی ساخته شد.
آثار او سمت و سوی حمایت مردمی و در مسیر مخالفت با ساختار جمهوری اسلامی است. که در آثارش از کشته شدگان جنبش مهسا امینی و نقض حقوق بشر به دست جمهوری اسلامی اشاره می‌کند.

## جدایی از پایدار
وی در ۱۴ مهر ۱۴۰۲ به دلایل نامشخص از این گروه جدا شد و فعالیت مستقل خودش را آغاز کرد.  عرفان پایدار دلیل این جدایی را سیاست‌های کاری عنوان کرده. جیدال حدود ۱۱ سال عضو ثابت این گروه بود.

## آلبوم‌شناسی
| نام آلبوم                          | زمان انتشار |
| ---------------------------------- | ----------- |
| زمستون اومد و رفت                  | ۱۳۹۴ / ۲۰۱۵ |
| هفتاد                              | ۱۳۹۵ / ۲۰۱۶ |
| ابرهای نقره ای (جلد ۱)             | ۱۳۹۶ / ۲۰۱۷ |
| ابرهای نقره ای (جلد ۲)             | ۱۳۹۶ / ۲۰۱۸ |
| آیت الترپ (مشترک با عرفان)         | ۱۳۹۷ / ۲۰۱۹ |
| بنفش (مشترک با مدگل)               | ۱۴۰۰ / ۲۰۲۲ |
| قاصدک تنها (مشترک با پویان اردلان) | ۱۴۰۰ / ۲۰۲۲ |
| زمزمه‌های ققنوس                     | ۱۴۰۱ / ۲۰۲۳ |
| شازده کوچولو (نیمه تمام)           | ۱۴۰۱ / ۲۰۲۳ |
| ستاره سهیل                         | ۱۴۰۲ / ۲۰۲۳ |
| ابرهای نقره ای (جلد ۳)             | درحال پخش   |

## تک‌آهنگ‌ها[۱۳]
| نام                              | باحضور                                                         | انتشار |  |
| -------------------------------- | -------------------------------------------------------------- | ------ |  |
| مجبوری ببازی                     | مجبوری ببازی                                                   | ۱۳۹۰   |  |
| واقعی‌تر از مستند                 | واقعی‌تر از مستند                                               | ۱۳۹۱   |  |
| کارگردان                         | عرفان                                                          | ۱۳۹۱   |  |
| منو فریاد کن                     | منو فریاد کن                                                   | ۱۳۹۱   |  |
| روزای خاکستری                    | روزای خاکستری                                                  | ۱۳۹۱   |  |
| شاعر مریض                        | شاعر مریض                                                      | ۱۳۹۱   |  |
| دم صبح                           | تهم و پایا                                                     | ۱۳۹۱   |  |
| خنگ‌تر از دیروز                   | خنگ‌تر از دیروز                                                 | ۱۳۹۱   |  |
| چطور هنوز قلبم میزنه             | چطور هنوز قلبم میزنه                                           | ۱۳۹۲   |  |
| Catchy Caddy                     | پایا                                                           | ۱۳۹۲   |  |
| مشقی                             | مشقی                                                           | ۱۳۹۲   |  |
| Kissing and Running Away         | تهم                                                            | ۱۳۹۲   |  |
| Xan                              | تهم، عرفان، پایا و سوگند                                       | ۱۳۹۲   |  |
| قلپ قلپ                          | تهم                                                            | ۱۳۹۲   |  |
| هذیون                            | هذیون                                                          | ۱۳۹۲   |  |
| غرقشون می‌کنیم                    | مهتا                                                           | ۱۳۹۳   |  |
| آقازاده (ورژن اولیه)             | آقازاده (ورژن اولیه)                                           | ۱۳۹۳   |  |
| یقه                              | تهم، پایا و عرفان                                              | ۱۳۹۳   |  |
| چت و مست میشیم                   | لیتو و پایا                                                    | ۱۳۹۳   |  |
| Sugarman                         | بهزاد لیتو                                                     | ۱۳۹۳   |  |
| ققنوس                            | ققنوس                                                          | ۱۳۹۴   |  |
| بازی                             | تهم                                                            | ۱۳۹۴   |  |
| انگار جنگه                       | انگار جنگه                                                     | ۱۳۹۴   |  |
| بهشت                             | بهشت                                                           | ۱۳۹۴   |  |
| برای تو                          | د دان                                                          | ۱۳۹۴   |  |
| یه‌روز شب                         | تهم و مجیکو                                                    | ۱۳۹۴   |  |
| چی میگی                          | عرفان و تهم                                                    | ۱۳۹۴   |  |
| ویروس                            | عرفان                                                          | ۱۳۹۴   |  |
| راه من ۲                         | عرفان و کرنلا                                                  | ۱۳۹۴   |  |
| یه خبر خوب                       | یه خبر خوب                                                     | ۱۳۹۵   |  |
| مورد                             | زخمی                                                           | ۱۳۹۵   |  |
| یادم تورو فراموش                 | د دان                                                          | ۱۳۹۵   |  |
| نقد                              | تهم                                                            | ۱۳۹۵   |  |
| بدمستی                           | بدمستی                                                         | ۱۳۹۵   |  |
| مینیمال                          | تهم و مهتا                                                     | ۱۳۹۵   |  |
| یین یانگ                         | تهم و مهتا                                                     | ۱۳۹۵   |  |
| اسرار                            | تهم، رض و مهتا                                                 | ۱۳۹۵   |  |
| بهترین                           | تهم و عرفان                                                    | ۱۳۹۶   |  |
| یکی از اونا                      | آرتا                                                           | ۱۳۹۶   |  |
| بگو یادته / بی نشونه             | وانتونز، لیتو و مهتا                                           | ۱۳۹۶   |  |
| مختصر مفید                       | مختصر مفید                                                     | ۱۳۹۶   |  |
| حالا                             | مهتا                                                           | ۱۳۹۶   |  |
| همبازی                           | مهتا                                                           | ۱۳۹۶   |  |
| ادا                              | سعید اژدر                                                      | ۱۳۹۶   |  |
| یه دیواره                        | مهتا                                                           | ۱۳۹۶   |  |
| سخت (ریمیکس)                     | تهم، پایا و زخمی                                               | ۱۳۹۶   |  |
| کجای شهری                        | کجای شهری                                                      | ۱۳۹۶   |  |
| میریزه برام                      | عرفان                                                          | ۱۳۹۶   |  |
| آقازاده                          | عرفان                                                          | ۱۳۹۷   |  |
| دژاگه                            | عرفان و پایا                                                   | ۱۳۹۷   |  |
| صداها                            | ایمانمون و دنیا                                                | ۱۳۹۷   |  |
| عدالت                            | عرفان                                                          | ۱۳۹۷   |  |
| همه جا                           | ایمانمون                                                       | ۱۳۹۷   |  |
| مونتاژ                           | عرفان                                                          | ۱۳۹۷   |  |
| آیت الترپ                        | عرفان                                                          | ۱۳۹۷   |  |
| شقایق                            | شقایق                                                          | ۱۳۹۷   |  |
| زیبای وحشی                       | مدگل                                                           | ۱۳۹۸   |  |
| BVK                              | ایمانمون و عرفان                                               | ۱۳۹۸   |  |
| ساختمش                           | ایمانمون                                                       | ۱۳۹۸   |  |
| حشمت                             | جرشا                                                           | ۱۳۹۸   |  |
| سرنوشت                           | ایمانمون، عرفان و مدگل                                         | ۱۳۹۸   |  |
| یه چی بینشه                      | عرفان                                                          | ۱۳۹۸   |  |
| مث تهران                         | ایمانمون                                                       | ۱۳۹۸   |  |
| لیگ دیگه                         | عرفان و ایمانمون                                               | ۱۳۹۸   |  |
| جام زهر                          | جام زهر                                                        | ۱۳۹۸   |  |
| دیره                             | دیره                                                           | ۱۳۹۹   |  |
| تو بودی                          | پارسالیپ                                                       | ۱۳۹۹   |  |
| بنفش                             | مدگل                                                           | ۱۳۹۹   |  |
| زخم قدیمی                        | Bl8ck Gold                                                     | ۱۳۹۹   |  |
| گمرک                             | عرفان و Bl8ck Gold                                             | ۱۳۹۹   |  |
| مث چی                            | کچی‌بیتز و سینا مافی                                            | ۱۳۹۹   |  |
| عه                               | مدگل و کچی‌بیتز                                                 | ۱۳۹۹   |  |
| ADHD                             | لوکی                                                           | ۱۳۹۹   |  |
| میوه ممنوعه                      | میوه ممنوعه                                                    | ۱۳۹۹   |  |
| تورو میخوام                      | تورو میخوام                                                    | ۱۳۹۹   |  |
| می‌گیرم روت (دیس به سامان ویلسون) | عرفان و Afta Hill                                              | ۱۴۰۰   |  |
| سایفر (لاتاری ۱)                 | پارسا سیمپسون و لوکی                                           | ۱۴۰۰   |  |
| ۱۴۰۰                             | عرفان                                                          | ۱۴۰۰   |  |
| خونه آخر                         | مدگل                                                           | ۱۴۰۰   |  |
| ابی (دیس به لیتو و زدبازی)       | ابی (دیس به لیتو و زدبازی)                                     | ۱۴۰۰   |  |
| شعر می‌کنم                        | شعر می‌کنم                                                      | ۱۴۰۰   |  |
| جی وگن                           | آیسم                                                           | ۱۴۰۰   |  |
| Arrivederci                      | Arrivederci                                                    | ۱۴۰۰   |  |
| عدالت علی                        | عرفان                                                          | ۱۴۰۰   |  |
| شبیه ما                          | پارسا سیمپسون                                                  | ۱۴۰۰   |  |
| قاصدک                            | پویان اردلان                                                   | ۱۴۰۰   |  |
| تنها                             | پویان اردلان                                                   | ۱۴۰۰   |  |
| سنگ و شیشه                       | تامارا                                                         | ۱۴۰۰   |  |
| متاورس                           | پویان اردلان، ایمانمون و دارا                                  | ۱۴۰۰   |  |
| Adrenalintro                     | پایا و پارسالیپ                                                | ۱۴۰۱   |  |
| تو سرم                           | عرفان، ایمانمون، تهم و دنی اسدی                                | ۱۴۰۱   |  |
| سایکوناز                         | ایمانمون و سامی بیگی                                           | ۱۴۰۱   |  |
| جهادی                            | هیپهاپولوژیست، سینازا و ایمانمون                               | ۱۴۰۱   |  |
| بیدارم                           | ریچ ای                                                         | ۱۴۰۱   |  |
| حالا نه                          | مدگل، عرفان و سامی بیگی                                        | ۱۴۰۱   |  |
| بشوره ببره                       | ایمانمون و مدگل                                                | ۱۴۰۱   |  |
| ۷ جولای                          | ۷ جولای                                                        | ۱۴۰۱   |  |
| راز                              | نسیم                                                           | ۱۴۰۱   |  |
| لاتاری ۲                         | لوکی، سیمپسون و پرهام ثی                                       | ۱۴۰۱   |  |
| چارلی                            | عرفان و پارسا سیمپسون                                          | ۱۴۰۱   |  |
| رمز                              | رمز                                                            | ۱۴۰۱   |  |
| ایران من                         | عرفان، کینگ رام، رعنا منصور و حامد نیک‌پی                       | ۱۴۰۱   |  |
| شازده کوچولو                     | Nogolaw                                                        | ۱۴۰۱   |  |
| لینک (فری استایل)                | لینک (فری استایل)                                              | ۱۴۰۱   |  |
| به یاد                           | عرفان و ایمانمون                                               | ۱۴۰۲   |  |
| ماهرخ                            | مهتا                                                           | ۱۴۰۲   |  |
| توسی                             | پارسا سیمپسون                                                  | ۱۴۰۲   |  |
| نو بیف (کنسل شده)                | هیپهاپولوژیست                                                  | ۱۴۰۲   |  |
| جای خالی                         | رهام                                                           | ۱۴۰۲   |  |
| M & M                            | پارسا سیمپسون                                                  | ۱۴۰۲   |  |
| بزار برو                         | تامارا و لوکی                                                  | ۱۴۰۲   |  |
| لاتاری ۳                         | ایمانمون، سیمپسون، پویان اردلان، لوکی، Bl8ck Gold، عرفان و تهم | ۱۴۰۲   |  |
| تا صبح هست                       | ایمانمون، عرفان و پویان اردلان                                 | ۱۴۰۲   |  |
| فیدد                             | فیدد                                                           | ۱۴۰۲   |  |
| Bonjour Madame                   | رعنا منصور                                                     | ۱۴۰۲   |  |
| خواب                             | خواب                                                           | ۱۴۰۲   |  |
| کفتر بازی                        | مطرب                                                           | ۱۴۰۲   |  |
| مگه من مردم                      | البوم هوم الون کوروش                                           | ۱۴۰۳   |  |
| بیبی الو                         | سیمپسون                                                        | ۱۴۰۳   |  |
| اندروتیت                         | روهام                                                          | ۱۴۰۳   |  |
| امنیت                            |                                                                | ۱۴۰۳   |  |
| کَندی (Candy)                     | Simi                                                           | ۱۴۰۳   |  |